# Cephaloleia humeralis
Cephaloleia humeralis es un coleóptero de la familia Chrysomelidae.
Fue descrita científicamente en 1910 por Weise.